# Maria Purtsa
Maria Purtsa (* 18. August 1995 in Dresden, Sachsen) ist eine deutsch-griechische Leichtathletin, die sich auf den Dreisprung spezialisiert hat.

## Berufsweg
Der Wunsch Psychologie zu studieren reifte bei Purtsa schon vor dem Abitur durch die Lektüre des Buches Komm, ich erzähl dir eine Geschichte von Jorge Bucay. 2018 machte sie den Bachelorabschluss, schreibt an der TU Chemnitz an ihrer Masterarbeit und möchte nach erfolgreichem Abschluss eine Therapeutenausbildung beginnen.

## Sportliche Karriere
Purtsa betrieb schon in der Kindheit viel Sport, ging zum Tennis oder Turnen und fand seit ihrem sechsten Lebensjahr durch ihren Bruder motiviert zur Leichtathletik, wo ihr Sprungtalent schon ihrem Grundschuldirektor auffiel. Bis Purtsa sechzehn Jahre alt war konkurrierte sie beim Mehrkampf und konnte dann parallel zum Mehrkampf- mit dem Dreisprungtraining beginnen. Speziell in dieser Disziplin ist für sie die Mischung aus Schnelligkeit, Technik, Sprungkraft und Schnellkraft faszinierend und reizvoll. Bis 2019 kam Purtsa regelmäßig unter die Top 10 oder aufs Podium, konnte aber keinen Titelgewinn verzeichnen.
2016 holte Purtsa Silber bei den Deutschen Hochschulhallenmeisterschaften und wurde Deutsche U23-Vizemeisterin.
2017 belegte sie bei den Deutschen Hochschulmeisterschaften den Bronzerang
und wurde erneut Deutsche U23-Vizemeisterin.
2018 konnte Purtsa in der Hallensaison während ihres Auslandsstipendiums in Cincinnati im Bundesstaat Ohio noch ein paar Top-10-Platzierungen belegen. Anhaltende Rückenprobleme und Zweifel an der eigenen Leistungsfähigkeit bescherten ihr aber ein sportlich verlorenes Jahr.
2019 holte sie dann jeweils Bronze bei den Deutschen Hallenmeisterschaften sowie den Deutschen Meisterschaften und wurde Deutsche Hochschulvizemeisterin.
2020 begann Purtsa in der Hallensaison mit einem 5. Platz bei den Deutschen Hallenmeisterschaften und konnte in der wegen der COVID-19-Pandemie verspätet gestarteten Freiluftsaison Deutsche Meisterin werden. Ihre Siegweite lag nur zwei Zentimeter unter ihrer einen Monat zuvor aufgestellten Bestweite von 13,67 m.
2021 steigerte Purtsa ihre Hallenbestleistung auf ebenfalls 13,67 m, womit sie bei den Deutschen Hallenmeisterschaften wiederum Bronze holte. Den 3. Platz holte sie auch bei den Deutschen Meisterschaften als sie erstmals in ihrer sportlichen Karriere über die 14-Meter-Marke auf 14,11 m sprang. Damit hatte Purtsa die Norm für die Olympischen Spiele in Tokio erfüllt und war gleichweit gesprungen wie Kristin Gierisch. Den Unterschied zwischen Silber und Bronze machten die zweitweitesten Sprünge aus, in denen Gierisch 13,98 m und Purtsa 13,85 m aufzuweisen hatten.
Purtsa entschied sich dafür, ab 2024 für Griechenland zu starten.

## Vereinszugehörigkeiten und Trainer
Maria Purtsa startet seit 2015 für den LAC Erdgas Chemnitz, wo sie bei Harry Marusch trainiert. Zuvor war sie seit 2010 beim Dresdner SC 1898 bei Claudia Marx. In ihrem ersten Verein, dem TSV Cossebaude, waren Peter Belger und Enrico de Schultz ihre Trainer.

## Privates
Purtsas Mutter ist Bulgarin, ihr Vater Grieche und Gastronom in Dresden.

## Bestleistungen
(Stand: 18. Februar 2023)
Halle
- Dreisprung: 13,84 m (Dortmund, 18. Februar 2023)

Freiluft
- Dreisprung: 14,11 m (+0,2 m/s) (Braunschweig, 5. Juni 2021)

Leistungsentwicklung
| Jahr | Halle   | Freiluft           |
| ---- | ------- | ------------------ |
| 2011 |         | 11,58 m (+0,4 m/s) |
| 2012 | 12,08 m | 11,89 m (−0,3 m/s) |
| 2013 | 11,80 m | 12,22 m (−1,6 m/s) |
| 2014 | 11,94 m | 12,70 m (+0,6 m/s) |
| 2015 | –       | 12,66 m (+1,3 m/s) |
| 2016 | 12,87 m | 12,85 m (−0,4 m/s) |
| 2017 | 12,72 m | 13,30 m (−0,3 m/s) |
| 2018 | 12,22 m | 11,96 m (−1,1 m/s) |
| 2019 | 13,46 m | 13,43 m (+1,6 m/s) |
| 2020 | 13,32 m | 13,67 m (+0,4 m/s) |
| 2021 | 13,67 m | 14,11 m (+0,2 m/s) |

## Sportliche Erfolge
national
- 2012: 10. Platz Deutsche U18-Meisterschaften
- 2013: 5. Platz Deutsche U20-Hallenmeisterschaften
- 2013: Deutsche U20-Vizemeisterin
- 2014: 15. Platz Deutsche U20-Hallenmeisterschaften
- 2014: 3. Platz Deutsche U20-Meisterschaften
- 2015: 5. Platz Deutsche Hochschulmeisterschaften
- 2015: 3. Platz Deutsche U23-Meisterschaften
- 2016: Deutsche Hallenhochschulvizemeisterin
- 2016: 8. Platz Deutsche Hallenmeisterschaften
- 2016: 10. Platz Deutsche Meisterschaften
- 2016: Deutsche U23-Vizemeisterin
- 2017: 6. Platz Deutsche Hallenmeisterschaften
- 2017: 3. Platz Deutsche Hochschulmeisterschaften
- 2017: Deutsche U23-Vizemeisterin
- 2017: 5. Platz Deutsche Meisterschaften
- 2019: 3. Platz Deutsche Hallenmeisterschaften
- 2019: Deutsche Hochschulvizemeisterin
- 2019: 3. Platz Deutsche Meisterschaften
- 2020: 5. Platz Deutsche Hallenmeisterschaften
- 2020: Deutsche Meisterin
- 2021: 3. Platz Deutsche Hallenmeisterschaften
- 2021: 3. Platz Deutsche Meisterschaften
- 2023: 2. Platz Deutsche Hallenmeisterschaften
- 2023: Deutsche Meisterin

international
- 2018: 6. Platz Lexington Kentucky Invitational
- 2018: 2. Platz Columbus Buckeye Open
- 2018: 6. Platz The American Indoor Championships Birmingham